# Setaphora pulchella
Setaphora pulchella är en kräftdjursart som beskrevs av Johann Moritz David Herold 1931. Setaphora pulchella ingår i släktet Setaphora och familjen Philosciidae. Inga underarter finns listade i Catalogue of Life.